# Seria Acorna
Acorna este Fata Unicorn, un personaj fictiv creat de Anne McCaffrey și Ball Margaret în romanul Acorna: The Unicorn Girl din 1997. 
Seria Acorna este formată din zece romane science-fiction & fantasy scrise de Anne McCaffrey și Margaret Ball (primele două) sau de Anne McCaffrey și Elizabeth Ann Scarborough (ultimele opt, 1999 - 2007) 
Seria Acorna

## Lista de romane
Acorna
- Acorna: The Unicorn Girl (1997)
- Acorna's Quest (1998)
- Acorna's People (1999)
- Acorna's World (2000)
- Acorna's Search (2001)
- Acorna's Rebels (2003)
- Acorna's Triumph (2004)

Acorna's Children
- First Warning (2005)
- Second Wave (2006)
- Third Watch (2007)